# Schronisko PTT „Beskid” na Ropiczce

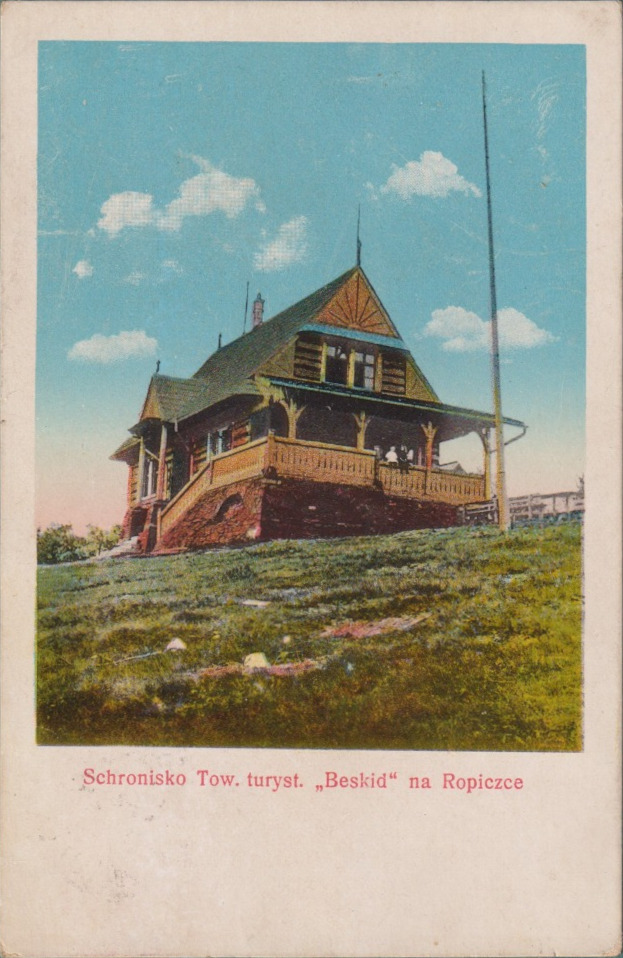

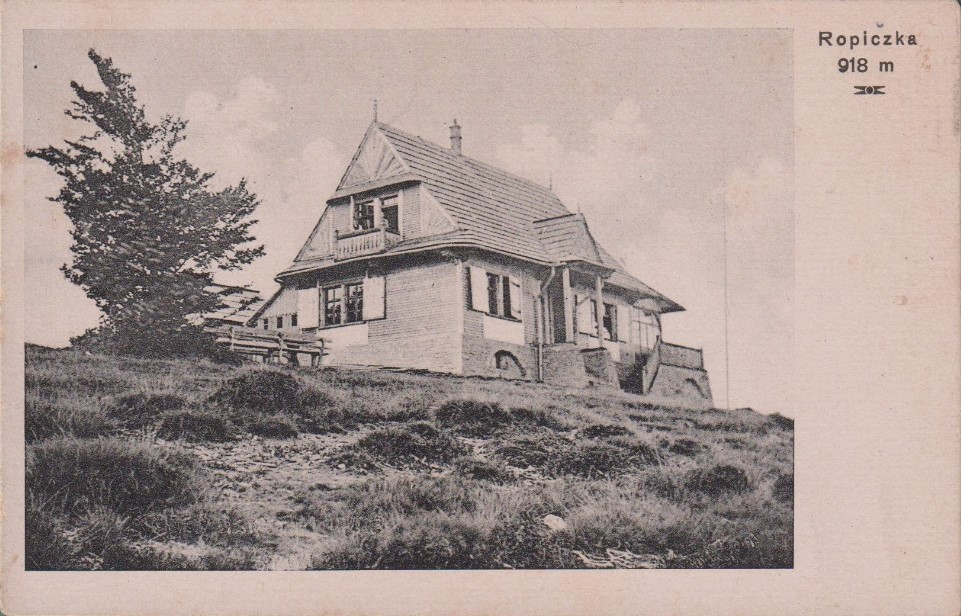
Pocztówka z 1917

Schronisko PTT „Beskid” na Ropiczce – nieistniejące górskie schronisko turystyczne Polskiego Towarzystwa Turystycznego „Beskid” w Cieszynie, zlokalizowane w Beskidzie Morawsko-Śląskim, pod szczytem Ropiczki w Paśmie Ropicy (obecnie Czechy).

## Tło historyczne
Z początkiem XX wieku łatwo dostępne komunikacyjnie tereny Beskidu Morawsko-Śląskiego stały się popularne wśród polskich turystów, i to zarówno tych ze Śląska Cieszyńskiego, jak i z pruskiego Górnego Śląska. Ponieważ w niemieckich bez wyjątku schroniskach, istniejących już wówczas w tych górach, stykali się oni często z niechęcią zarówno obsługi jak i innych gości, w 1908 zaczęli się spotykać we wsi Rzeka w dolinie Ropiczanki, u stóp Pasma Ropicy. U miejscowego kierownika szkoły, Józefa Jońca, snuli pierwsze projekty powołania polskiego towarzystwa turystycznego. Jeden z nich – Cyryl Ratajski, wówczas adwokat z Raciborza – zauroczony rozległym wtedy widokiem z Ropiczki, zakupił z własnych środków parcelę pod jej szczytem z zamiarem ofiarowania jej przyszłej polskiej organizacji turystycznej.

## Budowa i otwarcie
Powstałe w 1910 Polskie Towarzystwo Turystyczne „Beskid” z siedzibą w Cieszynie rozważało początkowo trzy lokalizacje swojego pierwszego schroniska: na Stożku, na Czantorii, gdzie uprzednio grunt w tym celu nabył Jan Michejda (były burmistrz Cieszyna i poseł na sejm austriacki) oraz na Ropiczce, na działce Ratajskiego. Kandydaturę Czantorii odrzucono z uwagi na działające tam od 1904 schronisko Beskidenverein (BV). Na wniosek Jana Galicza zdecydowano się na najlepiej skomunikowany Stożek, jednak próby zakupu działki od miejscowej ludności spotkały się ze sprzeciwem urzędników Komory Cieszyńskiej. Właścicieli gruntów szantażowano utratą możliwości pracy w lasach książęcych, gdyby zdecydowali się na sprzedaż parceli polskiej organizacji. Transakcja nie doszła do skutku mimo zawarcia umowy przedwstępnej.
Obawiając się kolejnego sporu z Komorą Cieszyńską wspierającą niemieckie BV, ostatecznie zarzucono też plany budowy schroniska na Czantorii. Tym samym wybór padł na Ropiczkę i działkę przekazaną Towarzystwu przez Ratajskiego.
W 1912, na wniosek dr. Jana Kotasa, Zarząd PTT „Beskid” podjął uchwałę budowy schroniska. Większą część niezbędnych funduszów (ok. 5 tys. koron) zdołał zebrać wśród różnych darczyńców sam wnioskodawca, asygnując też z własnych funduszy niebagatelną kwotę 1000 koron. Resztę zapewniła pożyczka zaciągnięta przez towarzystwo na dogodnych warunkach. Projekt budynku w modnym wówczas stylu zakopiańskim wykonał mieszkający we Lwowie, lecz pochodzący z Cieszyna architekt Stanisław Filasiewicz. Budowę, rozpoczętą wiosną 1913, prowadził Jan Kisza z Rzeki. Zarówno okoliczna ludność jak i miejscowy bacza (szałaśnik) bardzo przychylnie odnosili się do działań „Beskidu”. Źródła podkreślają, że nawet nadleśniczy Schmidt z Trzycieża, nadzorujący z ramienia arcyksięcia Habsburga tutejsze lasy, nie czynił budowie żadnych przeszkód.
Uroczyste otwarcie schroniska w obecności ok. 2 tys. gości miało miejsce już 6 lipca 1913. Poświęcenia dokonali wspólnie katolicki ksiądz Emanuel Grim z Jabłonkowa i luterański pastor Karol Kulisz z Cieszyna. Koszt budowy wyniósł 10,5 tys. koron.

## Charakterystyka obiektu
Niewielki, drewniany budynek konstrukcji zrębowej, usadowiony był na murowanym z kamienia podpiwniczeniu. Parterowy, nakryty wysokim dwuspadowym dachem krytym gontem, z pazdurami na końcach kalenicy, posiadał mieszkalne poddasze, gdzie umieszczono dwa pokoje i salę wspólną. Na parterze mieściła się sala dzienna. Dobudowana z boku niewielka, kryta weranda na kamiennym podmurowaniu zapewniała dobry widok na okolicę. Obiekt dysponował 20 miejscami noclegowymi.
Panorama sprzed schroniska obejmowała dolinę Ropiczanki z Rzeką, stoki Wielkiego Jaworowego, Cieszyn, dolinę Stonawki z Ligotką Kameralną, dolinę Morawki, masyw Trawnego i zbocza Ropicy.
Pierwszym dzierżawcą schroniska był niejaki Przykry, a kolejnym – Korus (lub Kurus), właściciel gospody w podcieszyńskim Bobrku.

## Dzieje schroniska
Nowy obiekt – jedyne polskie schronisko turystyczne na rozległych terenach Beskidów na zachód od Babiej Góry – szybko stało się ulubionym celem wycieczek, zwłaszcza młodzieżowych. Było licznie odwiedzane przez turystów jak i zaciekawionych mieszkańców okolicznych wsi. Jego popularność nie spadła nawet w zimie. Już w dniach 29–31 grudnia 1913 odbył się w nim pierwszy kurs narciarski zorganizowany przez PTT „Beskid”. Pod kierunkiem W. Majewskiego z Krakowa uczestnicy kursu zapoznawali się z techniką jazdy na nartach – już według nowych zasad, z dwoma kijkami.
Popularność schroniska w naturalny sposób drastycznie zmalała po wybuchu I wojny światowej. Zwłaszcza, że wielu z działaczy turystycznych i najczęściej bywających tu gości trafiło na różne jej fronty. Dzierżawca przestał płacić czynsz, którego zaległość sięgała trzech lat. W nocy z 3 na 4 kwietnia 1918 schronisko, prawdopodobnie wówczas nie strzeżone, całkowicie spłonęło. Przyczyn pożaru oficjalnie nigdy nie ustalono. Parę lat później w okolicach Bogumina zaczęły się jednak pojawiać różne elementy wyposażenia z nadrukami i stemplami „Schronisko na Ropiczce”. Wskazuje to, że nieuczciwy gospodarz ogołocił obiekt z całego dobytku ruchomego, a w celu zatarcia śladów budynek podpalił.

## Niezrealizowane plany odbudowy
Schronisko było ubezpieczone na kwotę 15 tys. koron, jednak po spłacie zadłużenia PTT „Beskid” pozostało jedynie 7400 koron. Zarząd Towarzystwa początkowo zdecydował się na jego odbudowę (koszt oceniano na 60 tys. koron). Jednak ze względu na zmiany sytuacji politycznej i podział Śląska Cieszyńskiego w 1920 (gros działaczy i członków pozostało po polskiej stronie, przyłączając się do Polskiego Towarzystwa Tatrzańskiego jako Oddział Polskiego Towarzystwa Tatrzańskiego „Beskid Śląski” w Cieszynie) nigdy do tego nie doszło.
Zamysł odbudowy spalonego schroniska podjęło powstałe w 1922 Polskie Towarzystwo Turystyczne „Beskid Śląski” z siedzibą w Orłowej. Przejęło ono w tym celu od Oddziału PTT „Beskid Śląski” z polskiego Cieszyna parcelę na Ropiczce (w zamian za spłacenie 5000 koron czeskich ciążącego na niej długu) oraz zgromadziło 28 500 koron gotówki. Ze względu jednak na kłopotliwy dojazd do parceli,  ostatecznie z odbudowy zrezygnowano. Cieszyński „Beskid Śląski” skupił się na budowie schroniska na Stożku, zaś „Beskid Śląski” z Orłowej podjął wkrótce decyzję o zakupie gruntu pod nowe schronisko na Kozubowej.